# Wereldraad van Kerken
De Wereldraad van Kerken (WCC) is een van de belangrijkste internationale christelijk-oecumenische organisaties. De Wereldraad van Kerken werd op 23 augustus 1948 opgericht in Amsterdam en is gevestigd in Genève, Zwitserland.
Er zijn omstreeks 352 kerkgenootschappen lid van deze organisatie. Deze hebben samen zo'n 580 miljoen leden in meer dan 120 landen en gebieden over de hele wereld. De eerste secretaris-generaal was de Nederlander Willem Visser 't Hooft. De huidige secretaris-generaal is de Zuid-Afrikaan Jerry Pillay.
Binnen de Wereldraad van Kerken ruwweg de meeste christelijke stromingen vertegenwoordigd, zoals de oosters-orthodoxe kerken, Oudkatholieke Kerk, protestantse kerken, de Anglicaanse Kerk, enkele baptisten, de meeste lutheranen, methodisten, verschillende gereformeerde kerken alsmede enkele vrijzinnige kerken.
In Nederland zijn de Protestantse Kerk in Nederland (PKN), de Oud-Katholieke Kerk, de Remonstrantse Broederschap, de Doopsgezinden en de Quakers lid van de Wereldraad van Kerken.
De Nederlandse leden van het Centraal Comité van de Wereldraad zijn aartsbisschop Dr. Joris Vercammen van de Oudkatholieke Kerk en dominee Karin van den Broeke van de Protestantse Kerk in Nederland.
Het grootste kerkgenootschap ter wereld, de Rooms-Katholieke Kerk is geen lid van de Wereldraad van Kerken, maar werkt al meer dan dertig jaar nauw samen met het concilie en stuurt waarnemers naar alle grote conferenties van de Wereldraad van Kerken, alsook naar de vergaderingen van het Centraal Comité en de Assemblees. In 1961 werden voor het eerst waarnemers door Vaticaanstad naar de Assemblée gezonden. Ook een aantal andere christelijke groeperingen, binnen en buiten Nederland, zijn als waarnemer vertegenwoordigd.

## Organisatiestructuur
Het hoogste wetgevende orgaan van de Wereldraad van Kerken is de Assemblée, die als regel om de zeven jaar bijeenkomt. Het Centraal Comité is het uitvoerende bestuursorgaan.
De Wereldraad houdt zich niet slechts bezig met religieuze vraagstukken, maar wanneer kerken daarbij een rol kunnen spelen ook met politieke en ecologische.

### Kritiek binnen de WCC
Hoewel de oecumenische gedachte die de Wereldraad van Kerken uitdraagt door christenen enerzijds als positief ervaren kan worden, is er ook kritiek, juist vanwege de oecumene en de wel zeer brede grondslag die uit deze oecumene volgt. Met name uit de meer orthodox-protestantse kerkgenootschappen is kritiek afkomstig dat deze oecumene kan leiden tot een minder heldere eigen geloofsovertuiging, en dat de Wereldraad van Kerken zich te veel met de wereld zou vereenzelvigen. Ook is er de kritiek dat de Raad te veel een bepaald type theologie en christendom voorstaat en bij een theologie de context van een cultuur onderschat.

## 70-jarig jubileum
Op 23 augustus 2018 werd het 70-jarig jubileum gevierd. Dit vond plaats in de Nieuwe Kerk in Amsterdam, dezelfde plek waar de Wereldraad is opgericht.
Paus Franciscus bracht in juni 2018 een bezoek aan de Wereldraad in Genève.

## De Wereldraad en Israël
Palestijnse christenen zijn in de minderheid in Israël en de door Israël bezette Westelijke Jordaanoever en de Gazastrook. De christelijke kerken staan erg onder druk. In de bezette gebieden behoort een aantal van hen nog tot de Palestijnse vluchtelingen van 1948 en hun nakomelingen. Na die tijd is het aantal sterk verminderd. De voor christenen heilige plaatsen bevinden zich met name in Jeruzalem en Bethlehem en omstreken. Die zijn voor christenen uit de Gazastrook weinig toegankelijk vanwege door Israël opgelegde beperkingen.
In 2009 bracht de Wereldraad een verklaring uit met betrekking tot de Israëlische nederzettingen in bezet Palestijns gebied om gevolg te geven aan de Conventies van Genève en de Resoluties van de V.N.. De aangesloten kerken en verbonden organisaties werd opgeroepen te bidden, degenen die eronder lijden te steunen, en regeringen en instanties erover aan te spreken.

### EAPPI-programma
Een van de programma's van de Wereldraad is het EAPPI-programma (Ecumenical Accompaniment Programme in Palestine and Israel) dat als reactie op uitspraken van kerkelijke leiders in Jeruzalem in 2002 door de Wereldraad is opgestart voor dialoog en vrede in Israël en de Palestijnse Gebieden. Het is een programma waarbij getrainde vrijwilligers worden uitgezonden om waarnemer te zijn bij (dreigende) mensenrechtenschendingen of om Palestijnse burgers door hun aanwezigheid bescherming te bieden (bijvoorbeeld in geval van confrontaties met kolonisten).
De Nederlandse predikant Owe Boersma is de coördinator ervan.
In december 2016 werd Dr. Isabel Apawo Phiri, een Afrikaanse theologe, die als vertegenwoordiger van de Wereldraad een bijeenkomst van kerkleiders over EAPPI in Jeruzalem zou bijwonen, bij aankomst op het vliegveld Ben Gurion door Israël teruggestuurd; eerst werd ze ervan beschuldigd Israël illegaal te hebben willen binnenkomen, daarna van steun bieden aan de BDS-beweging. 
Bij monde van Ds. Olav Fykse Tveit werden de beschuldigingen aan haar adres en aan dat van EAPPI met klem afgewezen als onjuist. De Wereldraad zei het incident te beschouwen als een frontale aanval van Israël tegen de leiding van de Wereldraad van Kerken in het bijzonder en tegen de oecumenische beweging in het algemeen.
In 2017 maakte de Wereldraad bekend dat het hele EAPPI-project bemoeilijkt werd.
In oktober 2018 werd de Israëlische beslissing van december 2016, ten aanzien van Dr Phiri, in hoger beroep nietig verklaard evenals de beschuldiging van betrokkenheid bij de BDS-beweging.
Medio januari 2019 werd de Wereldraad over het EAPPI-programma beschuldigd van antizionisme en van antisemitisme. De WCC zou het bestaansrecht van Israël betwisten en haar EAPPI-programma zou volgens NGO Monitor een "trainingskamp voor de anti-Israël-lobby" zijn.
De Wereldraad neemt scherp afstand van dergelijke beschuldigingen. Hij heeft antisemitisme altijd afgekeurd als een zonde tegen God en de menselijkheid. 
In dezelfde verklaring geeft de Wereldraad aan kritisch te staan tegenover de in 2016 geformuleerde zogenoemde werkdefinitie van antisemitisme. De "vage formuleringen" in de definitie "dienen vooral degenen die elke kritiek op Israëlisch overheidsbeleid als antisemitisch zien".
Nadat in januari 2019 de Internationale waarnemingscommissie TIPH (Temporary International Presence in Hebron) door premier Benjamin Netanyahu niet meer verlengd werd, maakte de Wereldraad bekend zijn EAPPI-vrijwilligers uit Hebron te zullen terugroepen. In een persverklaring stelde de WCC dat kolonisten (bewoners van illegale nederzettingen), gesteund door het Israëlische leger (IDF), hen het werken daar als onafhankelijke waarnemers onmogelijk maakten.
Vanuit hun solidariteit met ieder die in onveiligheid en angst leeft, en om de situatie in Hebron beter te kunnen beoordelen, voegden Israëlische joodse rabbijnen van de organisatie Rabbis for Human Rights zich op 5 februari 2019 bij de EAPPI-vrijwilligers. In maart 2019 werd EAPPI gedwongen te stoppen.

### Reactie op Israëls annexatieplannen
De Wereldraad van Kerken en de Raad van Kerken in het Midden-Oosten (MECC) riepen op 11 mei 2020 de buitenlandvertegenwoordigers van de Europese Unie in een brief op om zich te verzetten tegen Israëls plannen om grote delen van de Westelijke Jordaanoever te annexeren. De Raden zijn van oordeel dat die niet kunnen leiden tot rechten en vrede, maar eerder tot groter onrecht, onteigening, oplopende spanningen, regionale instabiliteit en de verdere afbraak van respect voor internationaal recht. 
Dr. Munther Isaac, directeur van het Bethlehem Bible College, waarschuwde dat deze plannen een doodsteek zouden betekenen voor de toekomst van het christendom in het Heilige Land
Om hoogst onduidelijke redenen werd in december 2020 Brigitte Herremans, stafmedewerkster van de Wereldraad door Israël uitgewezen, evenals (nogmaals) de Afrikaanse theologe en WCC-vicesecretaris Isabel Phiri. De WCC ervoer dit als een aanval op zo'n 5 miljoen christenen wereldwijd.
Nadat op 19 juli 2024 het Internationaal Gerechtshof (ICJ) had uitgesproken dat Israëls bezetting van de Palestijnse gebieden illegaal was en Israël zich daaruit moest terugtrekken, bracht de WCC een verklaring uit, waarin ze het standpunt van de 11e Assemblee in augustus/september 2022 in Karlsruhe onderschreven, Duitsland: "Alleen bij een beëindiging van de bezetting en een juist, veelomvattend en blijvend vredesakkoord kan de veiligheid van zowel Palestijnen als Israëli's gegarandeerd worden".
Op 22 oktober 2024 berichtte de Wereldraad dat begeleiders ernstige schendingen van mensenrechten rapporteerden - 444 incidenten tussen 12 september-10 oktober 2024 - tegen Palestijnse bedoeïenen gemeenschappen in Bethlehem, Jeruzalem en in de Jordaanvallei. .

## Heilige stad Jeruzalem
In een video had Prof.Dr Jerry Pillay, de secretaris-generaal van de WCC, gememoreerd dat Jeruzalem voor de drie monotheïstische godsdiensten een heilige stad is, en een symbool van co-ëxistentie en vrede. 
De patriarchen en kerkleiders in Jeruzalem brachten een verklaring uit waarin ze pleitten voor toegang van hulp en een humanitaire oplossing voor Gaza in de oorlog en riepen alle gelovigen, regeringen en de internationale gemeenschap op om snel en resoluut deze catastrofe te stoppen.
In februari 2025 werd de video "Freedom of Worship under Attack in Jerusalem" door de WCC onder de aandacht gebracht. Daarbij werd gewezen op het belang van Jeruzalem voor alle godsdiensten. Dat was in verband met de naderende belangrijke religieuze vieringen, Ramadan (1-3maart), Palmzondag (13 april) en de ceremonie van het Heilig Vuur (zaterdag 19 april)
De toegang tot de heilige plaatsen waren in de afgelopen jaren namelijk door een sterke aanwezigheid van de Israëlische politie en militairen steeds verder ingeperkt, waardoor het nauwelijks nog mogelijk was om vrij en met eerbied godsdienstoefeningen te houden.
In Geneve werd op uitnodiging van de Wereldraad voor onder meer afgevaardigden van kerken en diplomaten uit Palestina een bijeenkomst georganiseerd met een filmdocumentaire gebaseerd op het concept van de Via Dolorosa. In die film "Via Dolorosa: The Path of Sorrows" wordt de historische en spirituele betekenis van de Via Dolorosa belicht. Door onder meer Patriarch Theofilus III van Jeruzalem en 'Geheel Palestina', en door het Hoofd van de Raad van Kerken in Jeruzalem wordt aan het begin van de film (tot 27:30) de geschiedenis, de realiteit en de onderdrukking, de lange strijd en de veerkracht van de christelijke gemeenschappen in Palestina (waaronder Gaza) toegelicht.
Pasen 2025 Op 19 april 2025, de zaterdag voor Pasen het belangrijkste feest voor christenen, waarop in de Jeruzalem in de Heilig Grafkerk de ceremonie van het Heilig Vuur plaatsvond, werden honderden christelijke feestgangers bij hun binnengaan in de Oude Stad door de Israëlische politie en grenspolitie tegengehouden. Checkpoints waren versterkt, en overal waren beperkingen, terwijl de kerkgangers fysiek en verbaal werden getreiterd, geduwd, geslagen en allerlei opmerkingen kregen bij ondervraging. Bij de hoofdcontrolepost werden ze meer dan een uur vastgehouden. Getuigen hoorden politieofficiers schreeuwen: "Waarom ben je hier? "Ga naar huis" en "We zullen je niet binnen laten.". Plaatselijke christenen beschreven dit als de strengste beperkingen sinds 1967. Een lid van de WCC van Jeruzalem beschreef het als "opzettelijk en provocatief", "onze aanwezigheid wordt bedreigd." 
Het Grieks-orthodox patriarchaat van Jeruzalem veroordeelde de schandelijke schendingen van de heiligheid van Jeruzalem, van met name in de Oude Stad en rond de Heilig Grafkerk gedurende de viering van het Heilig Vuur. Het liet een persverklaring uitgaan: "De Israëlische politiemacht transformeerde de heilige stad in een militaire zone, door barricades op te werpen, de gelovigen te verhinderen om hun kerken te bereiken, en voerden aanvallen uit op plaatselijke pelgrims en die uit de gehele wereld." met als slotwoord: "Moge het licht van de Opstanding opnieuw schijnen op alle volken in onze regio, een bewijs vormend van de overwinning van recht, hoop en vrijheid."
De Wereldraad herhaalde haar al langbestaande standpunt:
- Jeruzalem moet beschermd worden als heilige stad van de drie monotheïstische religies - Jodendom, Christendom en Islam
- De historische en wettelijke status-quo van de heilige plaatsen moeten behouden en gerespecteerd worden door alle autoriteiten
- Het recht op vrije godsdienstoefening moet voor alle gegarandeerd worden, zonder discriminatie, beperking of intimidatie.

## Assemblées van de Wereldraad van Kerken
| Jaar | Plaats                            | Data                      |
| ---- | --------------------------------- | ------------------------- |
| 1948 | Amsterdam, Nederland              | 22 augustus - 4 september |
| 1954 | Evanston, Illinois, USA           | 15 - 31 augustus          |
| 1961 | New Delhi, India                  | 19 november - 5 december  |
| 1968 | Uppsala, Zweden                   | 4 - 20 juli               |
| 1975 | Nairobi, Kenia                    | 23 november - 10 december |
| 1983 | Vancouver, Brits-Columbia, Canada | 24 juli - 10 augustus     |
| 1991 | Canberra, Australië               | 7 - 21 februari           |
| 1998 | Harare, Zimbabwe                  | 3 - 14 december           |
| 2006 | Porto Alegre, Brazilië            | 14 - 23 februari          |
| 2013 | Busan, Zuid-Korea                 | 30 oktober - 8 november   |
| 2022 | Karlsruhe, Duitsland              | 31 augustus - 8 september |

## Secretaris-generaal van de Wereldraad van Kerken
De belangrijkste functionaris van de Wereldraad is de secretaris-generaal; het waren:
| Jaren     | Naam                    | Kerk                                                      | Land             |
| --------- | ----------------------- | --------------------------------------------------------- | ---------------- |
| 1948–1966 | Willem Visser 't Hooft  | Nederlandse Hervormde Kerk/ Zwitsers Kerkverbond (Genève) | Nederland        |
| 1966–1972 | Eugene Carson Blake     | Presbyterian Church (USA)                                 | Verenigde Staten |
| 1972–1984 | Philip A. Potter        | Methodist Church                                          | Jamaica          |
| 1985–1992 | Emilio Castro           | Evangelisch-methodistische kerk                           | Uruguay          |
| 1993–2003 | Konrad Raiser           | Evangelische Kerk in Duitsland (EKD)                      | Duitsland        |
| 2004-2009 | Samuel Kobia            | Methodist Church Kenia                                    | Kenia            |
| 2010-2020 | Olav Fykse Tveit        | Noorse Kerk                                               | Noorwegen        |
| 2020-2022 | Ioan Sauca (waarnemend) | Roemeens-Orthodoxe Kerk                                   | Roemenië         |
| 2023-     | Jerry Pillay            | Uniting Presbyterian Church Zuid-Afrika                   | Zuid-Afrika      |